# Эксмут
Эксмут (англ. Exmouth) — портовый город, община и морской курорт расположенный на восточном берегу устья реки Экс в районе Ист Девон графства Девон в Юго-Западной Англии. Население общины: 34 432 чел. (2011)
Название города происходит от древнеанглийского Exanmutha, что образовалось путём слияния кельтского названия реки, слова обозначающего воду, и древнеанглийского mūtha. Название означает «устье реки Экс».

## История
Византийские монеты относящиеся к 498—518 годам с изображением Анастасия I были найдены на берегу в 1970 г.

## Известные жители
- Черчилль, Джон, 1-й герцог Мальборо (1650—1722) — военачальник.
- Коллинз, Полин (1940) — актриса.
- Карр, Перл (1923) — певица.
- Делдерфилд, Рональд Фредерик (1912—1972) — писатель.